# Carmen Amaya
Carmen Amaya Amaya (n. 2 noiembrie 1918, Distrito de Ciutat Vella, Catalonia, Spania – d. 19 noiembrie 1963, Begur, Catalonia, Spania), supranumită La Capitana, a fost o dansatoare și cântăreață de flamenco de etnie romă, născută în cartierul Somorrostro din Barcelona, Catalonia, Spania.
Este adesea aclamată drept cea mai mare dansatoare de flamenco din toate timpurile. A fost prima dansatoare de flamenco care a reușit să stăpânească jocul de picioare rezervat până atunci bărbaților, datorită vitezei și intensității sale. Obișnuia să danseze în pantaloni cu talie înaltă, ca simbol al caracterului său puternic.

## Biografie
Carmen Amaya Amaya s-a născut în Somorrostro, Spania, într-o familie de romi; tatăl său José Amaya Amaya (alias El Chino), chitarist, și mama sa, Micaela Amaya Moreno. Carmen a fost al doilea din unsprezece copii, deși doar șase (trei surori și doi frați) au supraviețuit până la vârsta adultă. Ea a fost, de asemenea, verișoara celebrelor dansatoare de flamenco Chato Amaya, Remedios Amaya, La Chunga și La Chunguita.
Data nașterii sale este disputată. Montse Madridejos și David Pérez Merinero menționează 1918 ca an al nașterii. Ei citează lista locuitorilor din Barcelona din 1930, în care este menționată o familie Amalla, cu o fiică de 12 ani, Carmen. Ei susțin că nu există niciun certificat de naștere, iar documentul de botez a fost pierdut din cauza unui incendiu la biserică. În plus, o pictură în ulei din 1920 a lui Julio Moisés numită Maternidad arată o mamă cu o fetiță de 2-3 ani, presupusă a fi Carmen împreună cu mama ei, Micaela. Potrivit acestora, fotografiile care o arată pe Carmen Amaya ca adolescentă susțin, de asemenea, anul 1918 ca an de naștere. Potrivit lui Montse Madridejos, profesor de istoria muzicii la Universitatea din Barcelona și cercetător al istoriei flamenco, specializat în Carmen Amaya, etnia sa ar fi putut fi, de asemenea, un factor în ambiguitatea datei de naștere: „La acea vreme, un țigan nu era nici botezat, nici înregistrat”.
Amaya a intrat în lumea flamenco însoțită de tatăl ei, care își câștiga existența cântând zi și noapte în cârciumi. Când Carmen era copilă, a început să iasă cu tatăl ei noaptea. El o însoțea la chitară în timp ce ea cânta. După aceea, cerșeau și strângeau mărunțișul pe care publicul îl arunca pe jos. Curând și-a câștigat porecla La Capitana.
În același timp, ea a început să apară în unele săli de spectacol mai puțin cunoscute. Abia după ce Josep Santpere, un om de afaceri din domeniul programelor de varietăți, și-a arătat interesul pentru Carmen și a introdus-o în săli mai prestigioase, ea și-a făcut debutul la Teatrul Spaniol din Barcelona. La scurt timp după aceea, ea a concertat la Teatrul Palace din Paris. Vicente Escudero, un alt om de afaceri respectat, a văzut-o dansând, și a concluzionat că ea va genera o revoluție în flamenco datorită sintezei sale perfecte a două stiluri importante: cel al dansatoarelor tradiționale și cel al acelora din varietăți.

### Succesul în America de Sud
În 1936, când Războiul Civil Spaniol tocmai începuse, Carmen Amaya și trupa sa se aflau în turneu la Valladolid cu spectacolul Luisitei Esteso. Au trecut granița din Spania în Portugalia, și, după scurt timp, au ajuns la Lisabona. De acolo au pornit spre Buenos Aires pe vasul Monte Pascoal, care a avut nevoie de cincisprezece zile pentru a traversa Atlanticul și a ajunge în Brazilia și Uruguay. A concertat la Buenos Aires, însoțită de Ramón Montoya și Sabicas la Teatrul Maravillas.
În această etapă a vieții sale, ea a adăugat grupului său artistic mai mulți membri ai familiei sale. A făcut filme la Buenos Aires cu Miguel de Molina și a câștigat admirația muzicienilor Arturo Toscanini și Leopold Stokowski, care au lăudat-o public.
Succesul lui Carmen Amaya și al familiei sale a depășit toate așteptările. Ei plănuiseră să rămână doar patru săptămâni, dar au ajuns să stea acolo nouă luni, deoarece de fiecare dată când Carmen presta, teatrul era plin și biletele se vindeau cu două luni înainte. Un bun exemplu al popularității enorme pe care artista a atins-o în această țară sud-americană este construcția unui teatru care îi poartă numele: el Teatro Amaya.

### Statele Unite

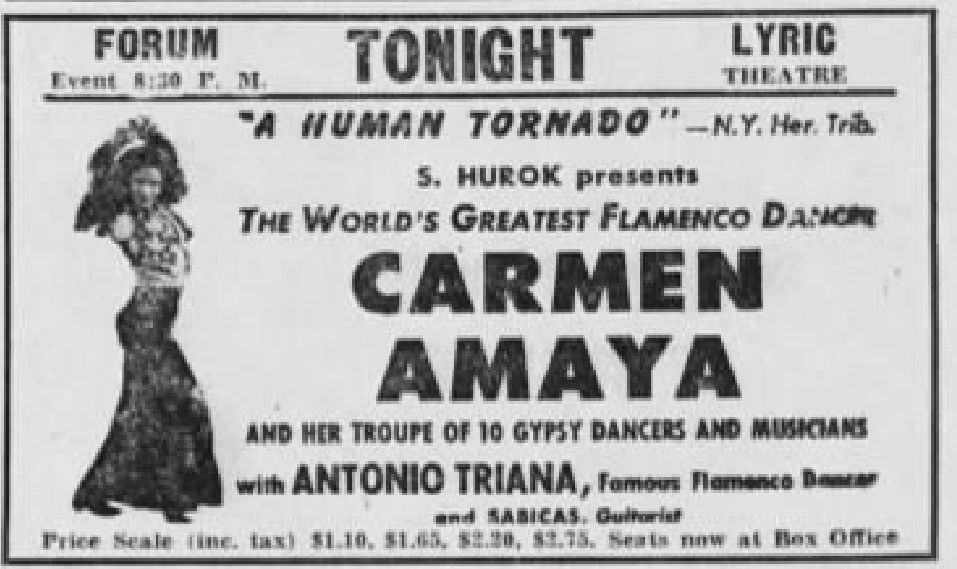
Afiș de spectacol cu Carmen Amaya, 1942

În Statele Unite ale Americii, Carmen Amaya s-a întâlnit cu mulți dintre cei mai influenți oameni ai timpului ei. A mers de mai multe ori la Hollywood pentru a turna câteva filme, iar cele mai importante personalități ale cinematografiei, muzicii sau culturii doreau să o vadă dansând. Muzicianul Arturo Toscanini a asistat la unul dintre spectacolele ei, și a declarat că nu a văzut niciodată un artist cu mai mult ritm și mai mult foc lăuntric. 
A călătorit în anul 1941 la New York și a cântat la Carnegie Hall cu Sabicas și Antonio de Triana. În timp ce se afla în Statele Unite, l-a întâlnit și pe Franklin D. Roosevelt, președintele Statelor Unite. S-a raportat că, după ce a văzut-o, Roosevelt i-a dăruit o jachetă de bowling cu briliante, și a invitat-o să danseze la Casa Albă. S-a întors în Europa, unde a cântat la Théâtre des Champs-Élysées din Paris, și mai târziu la Londra, unde a avut ocazia să se întâlnească cu regina Regatului Unit.

### Întoarcerea în Spania
Când Carmen Amaya s-a întors în Spania, în 1947, era deja o figură de renume mondial. În anii petrecuți în America, nu numai că s-a afirmat profesional ca artistă, dar a devenit, inevitabil, și o legendă a spectacolului.
A realizat ultimul său film, Los Tarantos, de Rovira-Beleta, în 1963, după care a continuat să lucreze. În cele din urmă, boala sa, un fel de insuficiență renală care a împiedicat-o să elimine corect toxinele acumulate de corpul său, a oprit-o din a-și continua cariera. Medicii nu au putut găsi un tratament adecvat. A dansat pentru ultima oară la Málaga.
Carmen Amaya a murit din cauza afecțiunilor renale în Begur, Girona, Catalonia, nord-estul Spaniei, în 1963, și a fost înmormântată la Cimitirul Ciriego din Santander.

## Filmografie selectivă
- La bodega (1929)
- 2 mujeres y 1 Don Juan (1934)
- La hija de Juan Simón (1935)
- Don Viudo de Rodríguez (1935)
- María de la O (1936)
- Embrujo del Fandango (1939)
- Original Gypsy dances (1941)
- Aires de Andalucía (1942)
- Panama Hattie (1942)
- Knickerbocker Holiday (1944)
- Follow the Boys (1944)
- Los amores de un torero (1945)
- See My Lawyer (1945)
- When Do You Commit Suicide? (1953)
- Dringue, Castrito y la lámpara de Aladino (1954)
- Música en la Noche (1955)
- Los Tarantos (1963)